# Drederick Tatum
Drederick Tatum est un personnage des Simpson présent dans le film et dans la série. 

## Rôle dansLes Simpson
Il est la parodie du boxeur américain Mike Tyson. Invaincu, Tatum est l'incarnation du côté bling-bling de la boxe et s'inspire des traits physiques et de l'allure générale de Tyson. Son promoteur ressemble à Don King et n'hésite pas à le faire boxer contre des clochards.
Le combat que l'on peut apercevoir se situe dans l'épisode où Marge raconte comment Lisa a prononcé son premier mot. Homer a acheté tous les Krusty burger et a gagné les coupons spéciaux pour les Jeux de Los Angeles de 1984. On voit alors Homer regarder la boxe. Tatum écrase Anton Josipovic, maillot bleu comme ceux des yougoslaves, et devient champion olympique. Après ce titre, il passe professionnel. Il est ensuite accusé d'avoir poussé sa mère dans l'escalier et purge une peine de prison. Revenu ensuite sur les rings, il écrase Homer qui est sauvé par Moe. 
Il retourne peu après en prison comme on peut le voir dans l'épisode où il menace de frapper les autres prisonniers s'en prenant à Artie Ziff.